# Tarmo Tamm

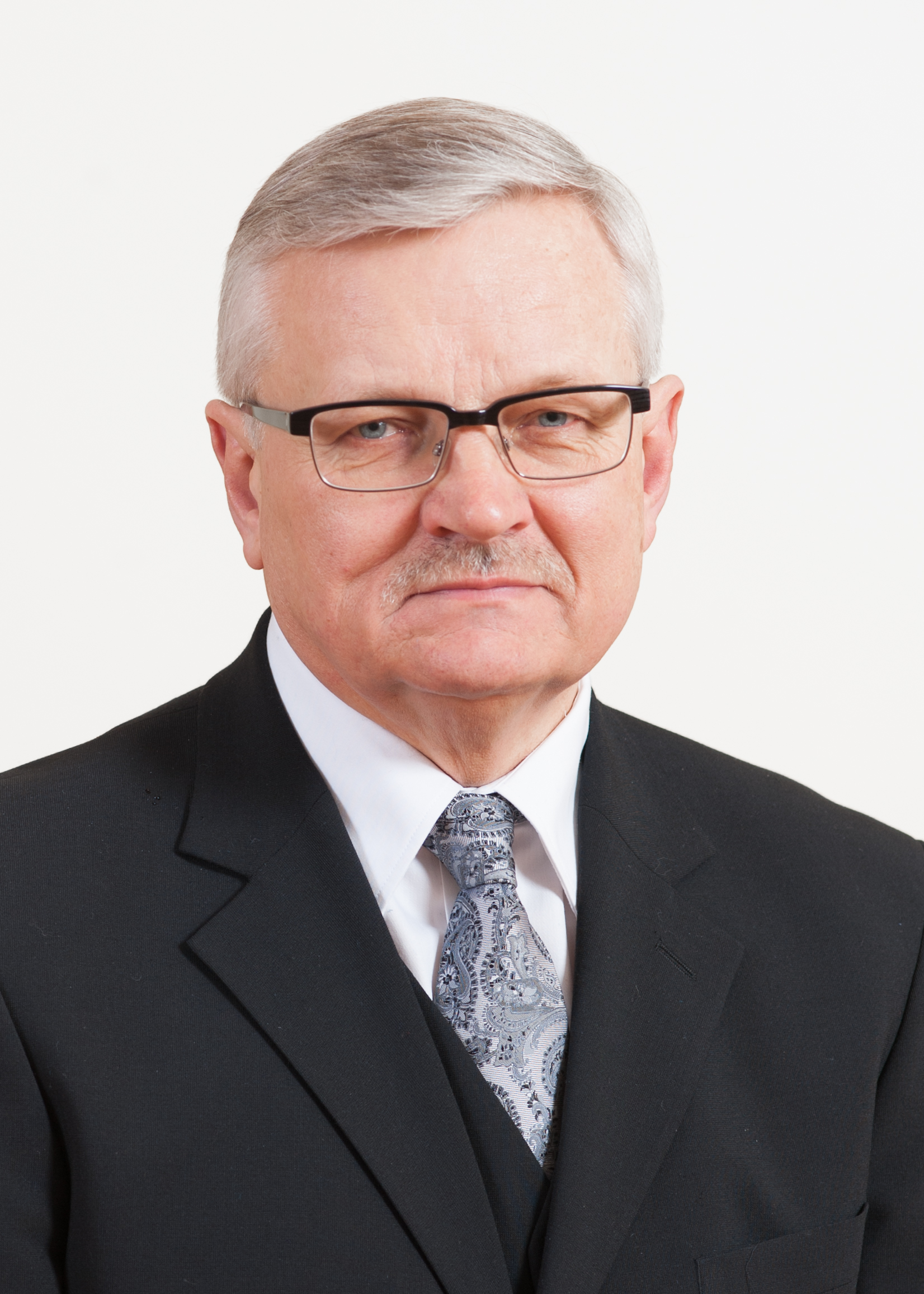
Tarmo Tamm (2015)

Tarmo Tamm (* 3. Dezember 1953 in Kiuma, heute Landgemeinde Põlva) ist ein estnischer Politiker. Seit dem 12. Dezember 2016 ist er Minister für ländliche Entwicklung der Republik Estland. Tamm gehört der Estnischen Zentrumspartei (Eesti Keskerakond) an.

## Leben

### Frühe Jahre
Tarmo Tamm schloss 1974 seine Ausbildung am technischen Kolleg der Sowchose im südestnischen Tihemetsa ab. 2007 machte er seinen Abschluss im Fach Agrarwirtschaft an der Estnischen Universität der Umweltwissenschaften in Tartu.
Von 1976 bis 1993 war Tamm bei dem landwirtschaftlichen Betrieb Põlva Agro beschäftigt.

### Politik
Mit der Wiedererlangung der estnischen Unabhängigkeit ging Tarmo Tamm in die Politik. 1991 wurde er erstmals in den Gemeinderat von Põlva gewählt. Von 1993 bis 1999 war Tamm Bürgermeister der Landgemeinde Põlva. Von 1999 bis 2011 bekleidete er das Amt des Oberbürgermeisters der Stadt Põlva. Im Jahr 2002 trat Tarmo Tamm in die Estnische Zentrumspartei ein.
Im Jahr 2011 zog er als Abgeordneter in das estnische Parlament (Riigikogu) ein und wurde 2015 wiedergewählt. Seit dem Regierungseintritt der Zentrumspartei im November 2016 war er Fraktionsvorsitzender seiner Partei. Nachdem sein Parteikollege Martin Repinski nach wenigen Wochen im Amt zurücktreten musste, rückte er als Minister für ländliche Entwicklung ins Kabinett von Ministerpräsident Jüri Ratas.

### Privates
Tarmo Tamm ist verheiratet. Er hat eine Tochter und zwei Söhne.